# Tengely (gépelem)

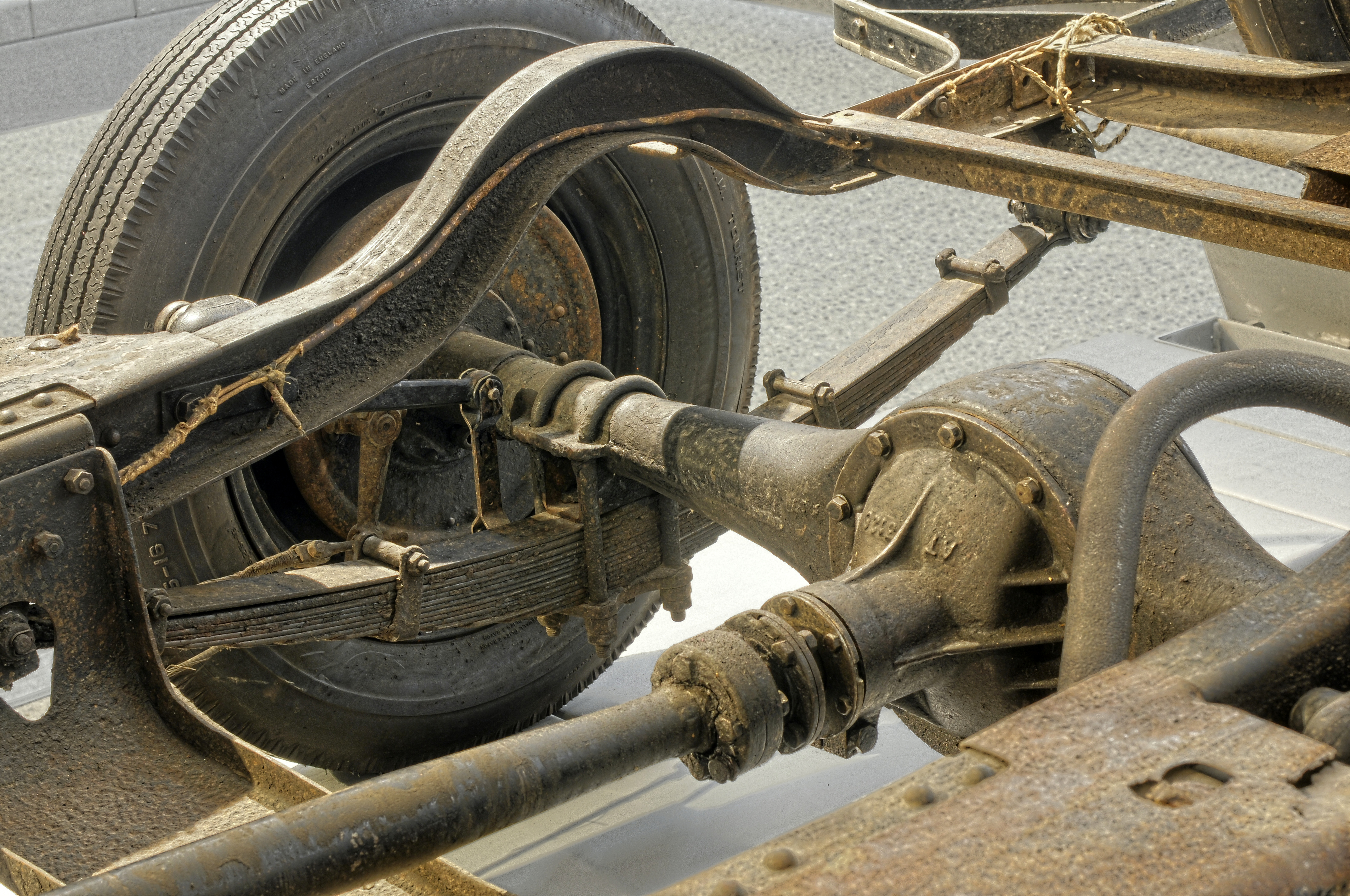
Škoda 422

A tengely egyike azoknak a gépészeti elemeknek, amelyet szinte minden mozgó berendezésben megtalálunk. Általában egyenes középvonalú, hosszukhoz képest vékony, leggyakrabban kör keresztmetszetű alkatrészek. A tengelyek forgó mozgást végző gépelemeket hordoznak és/vagy részt vesznek a forgatónyomaték átvitelében. Kialakításuk igen sokféle lehet, de vannak olyan részleteik, amelyek a legtöbb tengelyen megtalálhatók. Ezeket szabványosították, így pontos formájuk, illetve méreteik szabványokból vagy tervezési segédletekből meghatározható.

## Tengelyek feladata
- forgó gépalkatrészek hordozása
- gépelemeken ébredő terhelések felvétele és átadása
- nyomatékátvitel

## Tengelyek fajtái
- Merev tengely
- Rugalmas tengely (beépített csúszóvezetékkel összekötött két tengelyfél, a tengelyvégek távolságának változását is lehetővé teszi
- Hajlékony tengely (köznyelvben spirálnak nevezik)

_________________________________________
- Forgó tengely (csapágyakban forog)
- Álló tengely (a tengelyeken csapágyazott gépelemek forognak)

_________________________________________

## Tengelyek részei
- Csapok: A tengely azon részei amelyeken az meg van támasztva, - általában csapágyakkal - vagy valamely más, nem a tengellyel együtt forgó gépalkatrésszel kapcsolódik.
  - Végcsap (csap a tengely végén)
  - Nyakcsap  (csap a tengelyre felszerelt más gépelemen belül)
  - Munkacsap (excenterek, ferde csapok, bütykök)
- hordozófelületek (a tengelyre szerelt alkatrészek rögzítésére szolgáló felületek, nyomaték-átadó elemmel, vagy anélkül)

## Tengelyeket érő erőhatások
Felhasználástól függően több fajta terhelést kell felvenniük.
- Hajlító erők: a hordozott alkatrészek súlya, a munkát végző alkatrészek reakcióerői, és a kiegyensúlyozatlanságból és forgásból adódó forgó tömegerők
- Csavaró erők: a tengelyre rögzített elemek által átvitt forgatónyomatékból származó erők
- Húzó-nyomó erők: A tengelyre szerelt, munkát végző alkatrészek reakcióerőinek tengelyirányú összetevője, a függőleges helyzetű tengelyek súlya (a rászerelt alkatrészekkel együtt)

Tengelyek igénybevételeinek számítása
- Hajlítónyomaték
- Csavarónyomaték
- Húzó-nyomóerő

- Összetett igénybevétel

## Különleges kialakítású tengelyek

### Kardántengely

Forgó kardáncsukló

Nevét Hieronimus Cardanusról kapta, aki a 16. században élt, bár nem ő találta fel. Az ún. kardáncsukló a hajózásban már időszámításunk előtt is ismert volt, az iránytű vízszintesen tartása érdekében. Ez két koncentrikus gyűrűből állt, a külső gyűrűt vízszintes helyzetben pereménél csapágyazták, a belső gyűrűt pedig a külső gyűrűbe függesztették, 90°-kal elforgatva. így egy szabad felfüggesztést nyertek, amit egy ellensúllyal stabilizáltak.
A kardántengely valójában több tengely, kardáncsuklókkal összekötve, melyek lehetővé teszik a nyomatékátvitelt akkor is, ha az egyes tengelyek egymással szöget zárnak be. Megvalósítható vele az egyszerű szögeltérés,  párhuzamos de nem egytengelyű hajtások összekötése, és a kitérő tengelyek közötti nyomatékátvitel is.
A kardáncsuklónak, a kardánkereszt szögelfordulásból származó, a hajlásszög szinuszával arányos szögsebesség-átviteli hibája van, ezért annak érdekében, hogy a hajtó tengely és a hajtott tengely fordulatszáma minden pillanatban azonos legyen, nagy fordulatszámú gépek esetében mindig páros számú kardáncsuklót használnak azonos hajlásszöggel egymás hibájának kiegyenlítésére.